# Robert Kemp
Robert Kemp (París, 8 de octubre de 1879 - ibídem, 3 de julio de 1959) fue un periodista, crítico literario, crítico dramático y escritor francés.

## Datos biográficos
Robert Kemp nació en una familia de artistas; fue nieto de un actor de la Comedia francesa e hijo de un pintor. Estudió en la Sorbona. Empezó su carrera de crítico de arte en el periódico L'Aurore.
Durante la Primera Guerra Mundial, fue corresponsal de prensa. Al finalizar la guerra  entró a la redacción del periódico La Liberté como  crítico literario y musical; firmó entonces sus artículos con el seudónimo de Robert Dézarnaulds. En 1929 ingresó  en el periódico Le Temps y a partir de entonces escribió con su verdadero nombre. Sucedíó a Pierre Brisson como cronista teatral en 1934. Robert Kemp conservó hasta el final de su carrera la responsabilidad de la crítica literaria, teatral y musical del periódico Le Monde que tomó la estafeta del Tiempo. Robert Kemp escribió igualmente para Demain, y para Les Nouvelles litéraires.
Robert Kemp fue, durante su periodo de crítico, una autoridad indiscutible en literatura y en teatro. Fue nombrado igualmente lector en la Comedia Francesa, y por dos veces fue presidente del sindicato de los críticos literarios. Escribió cientos de artículos, algunos de los cuales están reunidos en sus varios volúmenes de crónicas, como Au jour le jour, La vida de los libros, La vida del teatro. Es también autor de dos biografías, una de santa Cécile, patrona de los músicos, y el segundo de la actriz Edwige Feuillère.
Fue elegido el 29 de noviembre de 1956 para el asiento número 5 de la Academia francesa, después de dos intentos fallidos como candidato a la sucesión de Émile Viril y de Paul Claudel. Sucedió a Louis Madelin y precedió a René Huyghe.

## Obra
- Santa Cecilia, patrona de los músicos, 1942
- Lecturas dramáticas, 1947
- Edwige Feuillère, 1952
- Moscú recibe, 1954
- La vida de los libros, 1955
- La vida del teatro, 1956
- Pensadores, historiadores, críticos y moralistes del siglo XIX, 1958
- Au jour le jour, 1958.

## Premios y distinciones
- Comendador de la Legión de Honor
- Comendador de los Artes y las Letras
- Comendador de las Palmas académicas
- Premio Georges-Dupau (1942)